# ジョージ・ウィルソン (アメリカンフットボール)
ジョージ・ウィリアム・ウィルソン・シニア （George William Wilson, Sr.、1914年2月3日 - 1978年11月23日）は、アメリカ合衆国イリノイ州シカゴ出身のアメリカンフットボール選手。指導者。現役時代のポジションはエンド。
ノースウェスタン大学から1937年にNFLのシカゴ・ベアーズに入団し1946年までプレーし、111回のレシーブで15TDをあげた。その間NFLチャンピオンシップゲーム優勝を4回経験した。アシスタントコーチを経て、1957年にデトロイト・ライオンズのヘッドコーチに就任しクリーブランド・ブラウンズを59-14で破り1年目からNFLチャンピオンシップゲーム優勝という快挙を遂げAP通信よりNFL優秀コーチに選ばれた。翌年スーパースターQBのボビー・レーンをピッツバーグ・スティーラーズの若きQBアール・モラル及びドラフト指名権2つとトレードした。このトレードにはファンから疑問の声があがった。1958年を4勝7敗1分、1959年を3勝8敗1分で終え1960年から1962年は3年連続勝ち越したがモラルが24タッチダウンパスと最も活躍した1963年にはディフェンスが不調で5勝8敗1分、1964年を7勝5敗2分けで終えて、このシーズンでライオンズを去った。以後ライオンズは1度もチャンピオンになっておらず2008年にはシーズン16戦全敗を喫した。ライオンズでは1964年までヘッドコーチを続け1965年、1シーズンだけワシントン・レッドスキンズでアシスタントコーチを務めた後、1966年から新興のAFL、マイアミ・ドルフィンズの初代ヘッドコーチを務めた。ドルフィンズの初勝利となった試合では、彼の息子で新人のQB、ジョージ・ウィルソン・ジュニアが先発している。4シーズン負け越しが続いた後、ドルフィンズは彼の後任にドン・シュラを迎えた。
1980年、彼はミシガン州のスポーツ殿堂入りを果たした。ヘッドコーチとしての通算成績は68勝84敗8分（プレーオフ含む）の成績であった。